# Gus Mortson
James Angus Gerald „Gus“ Mortson (* 24. Januar 1925 in New Liskeard, Ontario; † 8. August 2015 in Timmins, Ontario) war ein kanadischer Eishockeyspieler, der während seiner aktiven Karriere zwischen 1942 und 1967 unter anderem für die Toronto Maple Leafs, Chicago Black Hawks und Detroit Red Wings in der National Hockey League spielte. Im Verlauf seiner Karriere gewann er viermal den Stanley Cup und nahm achtmal am NHL All-Star Game teil.

## Karriere
Mortsons erste Station als Eishockeyprofi waren in der Saison 1945/46 die Tulsa Oilers aus der United States Hockey League. Anschließend wechselte er zu den Toronto Maple Leafs aus der National Hockey League, für die er von 1946 bis 1952 spielte. Bereits in seiner ersten Saison gewann er mit den Maple Leafs den Stanley Cup, den er in den Jahren 1948, 1949 und 1951 weitere drei Male gewinnen konnte. Von 1952 bis 1958 trug Mortson das Trikot der Chicago Black Hawks, deren Kapitän er von 1954 bis 1957 war. 1958 wurde der Verteidiger zu den Detroit Red Wings transferiert. Bereits während der Saison 1958/59 schloss er sich dem Franchise der New York Rangers an, er spielte bis 1960 für das Farmteam der Rangers Buffalo Bisons in der AHL. Von 1962 bis 1967 lief der Linksschütze mit mehreren Unterbrechungen als Spielertrainer bei den Chatham Maroons und den Oakville Oaks aus der Amateurliga OHA Sr. A auf, ehe er seine aktive Karriere beendete.
Gus Mortson gilt als einer der härtesten Spieler in der Geschichte der NHL. Er führte die Strafzeitstatistik der NHL in den Jahren 1946/47, 1950/51, 1953/54 und 1956/57 an und sammelte in 798 Spielen 1380 Strafminuten. Bei den Maple Leafs spielte Mortson mit Jimmy Thomson zusammen – dieses Verteidigerduo, genannt The Gold Dust Twins, prägte ein körperbetontes Verteidigungsverhalten, das oftmals vor unerlaubten Methoden nicht Halt machte.

## Erfolge und Auszeichnungen
| - 1947 NHL All-Star Game - 1947 Stanley-Cup-Gewinn mit den Toronto Maple Leafs - 1948 NHL All-Star Game - 1948 Stanley-Cup-Gewinn mit den Toronto Maple Leafs - 1949 Stanley-Cup-Gewinn mit den Toronto Maple Leafs - 1950 NHL All-Star Game - 1950 NHL First All-Star Team | - 1951 NHL All-Star Game - 1951 Stanley-Cup-Gewinn mit den Toronto Maple Leafs - 1952 NHL All-Star Game - 1953 NHL All-Star Game - 1954 NHL All-Star Game - 1956 NHL All-Star Game - 1960 AHL Second All-Star Team |